# Aponotoreas insignis
Aponotoreas insignis är en fjärilsart som först beskrevs av Butler 1877.  Aponotoreas insignis ingår i släktet Aponotoreas och familjen mätare. Inga underarter finns listade i Catalogue of Life.